# Livet-et-Gavet
Livet-et-Gavet és un municipi francès situat al departament de la Isèra i a la regió d'Alvèrnia-Roine-Alps. L'any 2007 tenia 1.346 habitants.

## Demografia

### Població
El 2007 la població de fet de Livet-et-Gavet era de 1.346 persones. Hi havia 486 famílies de les quals 128 eren unipersonals (72 homes vivint sols i 56 dones vivint soles), 103 parelles sense fills, 195 parelles amb fills i 60 famílies monoparentals amb fills.
La població ha evolucionat segons el següent gràfic:
Habitants censats

### Habitatges
El 2007 hi havia 710 habitatges, 506 eren l'habitatge principal de la família, 110 eren segones residències i 93 estaven desocupats. 515 eren cases i 192 eren apartaments. Dels 506 habitatges principals, 316 estaven ocupats pels seus propietaris, 176 estaven llogats i ocupats pels llogaters i 14 estaven cedits a títol gratuït; 7 tenien una cambra, 33 en tenien dues, 145 en tenien tres, 115 en tenien quatre i 206 en tenien cinc o més. 307 habitatges disposaven pel capbaix d'una plaça de pàrquing. A 221 habitatges hi havia un automòbil i a 215 n'hi havia dos o més.

### Piràmide de població
La piràmide de població per edats i sexe el 2009 era:
| Homes | Edats   | Dones |
| ----- | ------- | ----- |
| 0     | 95 o +  | 0     |
| 0     | 90 a 94 | 8     |
| 4     | 85 a 89 | 4     |
| 8     | 80 a 84 | 8     |
| 12    | 75 a 79 | 32    |
| 36    | 70 a 74 | 36    |
| 32    | 65 a 69 | 24    |
| 52    | 60 a 64 | 32    |
| 44    | 55 a 59 | 28    |
| 48    | 50 a 54 | 52    |
| 44    | 45 a 49 | 28    |
| 44    | 40 a 44 | 36    |
| 52    | 35 a 39 | 40    |
| 60    | 30 a 34 | 64    |
| 56    | 25 a 29 | 48    |
| 52    | 20 a 24 | 28    |
| 40    | 15 a 19 | 72    |
| 40    | 10 a 14 | 48    |
| 60    | 5 a 9   | 36    |
| 52    | 0 a 4   | 44    |

## Economia
El 2007 la població en edat de treballar era de 868 persones, 591 eren actives i 277 eren inactives. De les 591 persones actives 503 estaven ocupades (310 homes i 193 dones) i 88 estaven aturades (40 homes i 48 dones). De les 277 persones inactives 60 estaven jubilades, 77 estaven estudiant i 140 estaven classificades com a «altres inactius».

### Ingressos
El 2009 a Livet-et-Gavet hi havia 544 unitats fiscals que integraven 1.387,5 persones, la mediana anual d'ingressos fiscals per persona era de 16.143 €.

### Activitats econòmiques
Dels 43 establiments que hi havia el 2007, 8 eren d'empreses extractives, 1 d'una empresa alimentària, 3 d'empreses de fabricació d'altres productes industrials, 11 d'empreses de construcció, 4 d'empreses de comerç i reparació d'automòbils, 6 d'empreses de transport, 3 d'empreses d'hostatgeria i restauració, 1 d'una empresa d'informació i comunicació, 2 d'empreses immobiliàries, 2 d'empreses de serveis, 1 d'una entitat de l'administració pública i 1 d'una empresa classificada com a «altres activitats de serveis».
Dels 18 establiments de servei als particulars que hi havia el 2009, 1 era una gendarmeria, 2 oficines de correu, 2 tallers de reparació d'automòbils i de material agrícola, 2 paletes, 1 guixaire pintor, 3 fusteries, 1 lampisteria, 2 electricistes, 1 empresa de construcció, 1 perruqueria i 2 restaurants.
Dels 2 establiments comercials que hi havia el 2009, 1 era una gran superfície de material de bricolatge i 1 una fleca.
L'any 2000 a Livet-et-Gavet hi havia 6 explotacions agrícoles.

## Equipaments sanitaris i escolars
El 2009 hi havia 1 centre de salut i 1 farmàcia.
El 2009 hi havia 1 escola maternal i 3 escoles elementals.

## Poblacions més properes
El següent diagrama mostra les poblacions més properes.